# یویا کوبو
یویا کوبو (ژاپنی: 久保 裕也؛ زادهٔ ۲۴ دسامبر ۱۹۹۳) بازیکن فوتبال اهل ژاپن است. وی در تیم ملی فوتبال ژاپن بازی کرده‌است.